# Молекулна физика
Молекулната физика е раздел от физиката, който изучава физичните свойства на телата, като разглежда техния молекулен строеж. Задачите на молекулната физика се решават с методите на физическата статистика, термодинамиката и физическата кинетика (микроскопична теория на процесите в неравновесни среди), те са свързани с изучаването на движението и взаимодействията между съставните частици на физическите тела (атомите, молекулите, йоните).

## История
Първият оформил се раздел от молекулната физика е кинетичната теория на газовете. Чрез работите на Джеймс Кларк Максуел, Лудвиг Болцман, Уилард Гибс в процеса на нейното развитие била създадена класическата статистическа физика.
Количествените представи за взаимодействие между молекулите (междумолекулни сили) започнали да се развиват в теорията на капилярните и повърхностните явления. Класическите работи, написани от Пиер-Симон Лаплас (1806), Томас Йънг (1805), Симеон Дени Поасон, Карл Фридрих Гаус (1830—1831) и други са положили началото в тази област. Междумолекулните взаимодействия започват да се отчитат от Ван дер Ваалс (1873) при обяснението на физическите свойства на реалните газове и течности.
В началото на XX век молекулната физика встъпва в нов етап на развитие. В работите на Жан Батист Перен и Теодор Сведберг (1906), Михаил Смолуховски и Алберт Айнщайн (1904—06), посветени на брауновото движение на микрочастици били получени доказателства за съществуването на молекулите.
С методите на рентгенов структурен анализ (а впоследствие и с използване на електронни и неутронни методи за анализ) били изучени структурата на твърди тела и течности нейното изменение при протичане на фазови преходи и изменение на температурата, налягането и други параметри. С развитието на квантовата механика се постигат успехи в разбирането на междуатомните взаимодействия — в работите на Макс Борн, Фриц Лондон и Питър Дебай. Теорията на преходите от едно агрегатно състояние в друго, започната от Ван дер Ваалс и Уилям Томсън (лорд Келвин) и развита по-късно в работите на Гибс (края на XIX век), Лев Ландау и Макс Фолмер (30-те години) и техните последователи, се превръща в съвременната теория за фазообразуването — важен самостоятелен раздел от физиката. Обединяването на статистически методи със съвременните представи за структурата на веществото в работите на Яков Френкел, Хенри Ейринг (1935—1936), Джон Бернал и други води до развитието на молекулната физика на течните и твърдите тела.

## Раздели
Кръгът от въпроси, предмет на молекулната физика, е много широк. В нея се изучават: строежът на веществото и настъпващите в него изменения под влияние на външни фактори (налягане, температура, електромагнитно поле), явленията на пренос (дифузия, топлопроводност, вискозитет), фазово равновесие и процеси на фазови преходи (кристализация, топене, изпарение, кондензация), критично състояние на веществото, повърхностни явления на границите на различни фази.
Развитието на молекулната физика през годините е довело до отделянето от нея в самостоятелни раздели на: статистическата физика, физическата кинетика, физиката на твърдото тяло, физикохимията, молекулярната биология. Въз основа на общите теоретични положения на молекулната физика тласък в развитието си са получили физиката на металите, физиката на полимерите, физиката на плазмата, физиката на кристалите, физикохимията на дисперсните системи и повърхностните явления, теориите за пренос на маса и топлопренос, физико-химическата механика. При цялото това различие на обекти и методи на изследване обаче се запазва главната идея на молекулната физика – описание на макроскопичните свойства на веществото въз основа на микроскопичната (молекулна) картина на неговия строеж.
|  | Тази страница частично или изцяло представлява превод на страницата „Молекулярная физика“ в Уикипедия на руски. Оригиналният текст, както и този превод, са защитени от Лиценза „Криейтив Комънс – Признание – Споделяне на споделеното“, а за съдържание, създадено преди юни 2009 година – от Лиценза за свободна документация на ГНУ. Прегледайте историята на редакциите на оригиналната страница, както и на преводната страница, за да видите списъка на съавторите. ВАЖНО: Този шаблон се отнася единствено до авторските права върху съдържанието на статията. Добавянето му не отменя изискването да се посочват конкретни източници на твърденията, които да бъдат благонадеждни. |